# Recy
Recy est une commune française, située dans le département de la Marne en région Grand Est.
En 2012, ce village champenois comptait 1 043 habitants appelés les Recyots.

## Géographie
| Juvigny       | La Veuve |                         |
| Matougues     | Recy     | Dampierre-au-Temple     |
| Saint-Gibrien |          | Saint-Martin-sur-le-Pré |

Recy est un village au nord ouest de Châlons-en-Champagne. Il se situe sur la rive droite de la Marne et du canal latéral à la Marne. Recy est sur la route départementale 1 qui relie la ville de Châlons-en-Champagne à Louvois.

### Hydrographie
La commune est traversée par la ligne de partage des eaux entre les régions hydrographiques « la Seine de sa source au confluent de l'Oise (exclu) » et « la Seine du confluent de l'Oise (inclus) à l'embouchure » au sein du bassin Seine-Normandie. Elle est drainée par la Marne, le canal latéral à la Marne et le canal d'Alimentation,.
La Marne  prend sa source sur le plateau de Langres, dans la commune de Saints-Geosmes (Haute-Marne) et se jette dans la Seine entre Charenton-le-Pont et Alfortville (Val-de-Marne) dans le quartier de Conflans-l'Archevêque. Les caractéristiques hydrologiques de la Marne sont données par la station hydrologique située sur la commune de Recy. Le débit moyen mensuel est de 70,7 m3/s. Le débit moyen journalier maximum est de 483 m3/s, atteint lors de la crue du 27 janvier 2018. Le débit instantané maximal est quant à lui de 492 m3/s, atteint le 28 janvier 2018.
Le canal latéral à la Marne est un canal, chenal navigable de 67 km reliant Vitry-le-françois à Mardeuil où il se jette dans la Marne. 

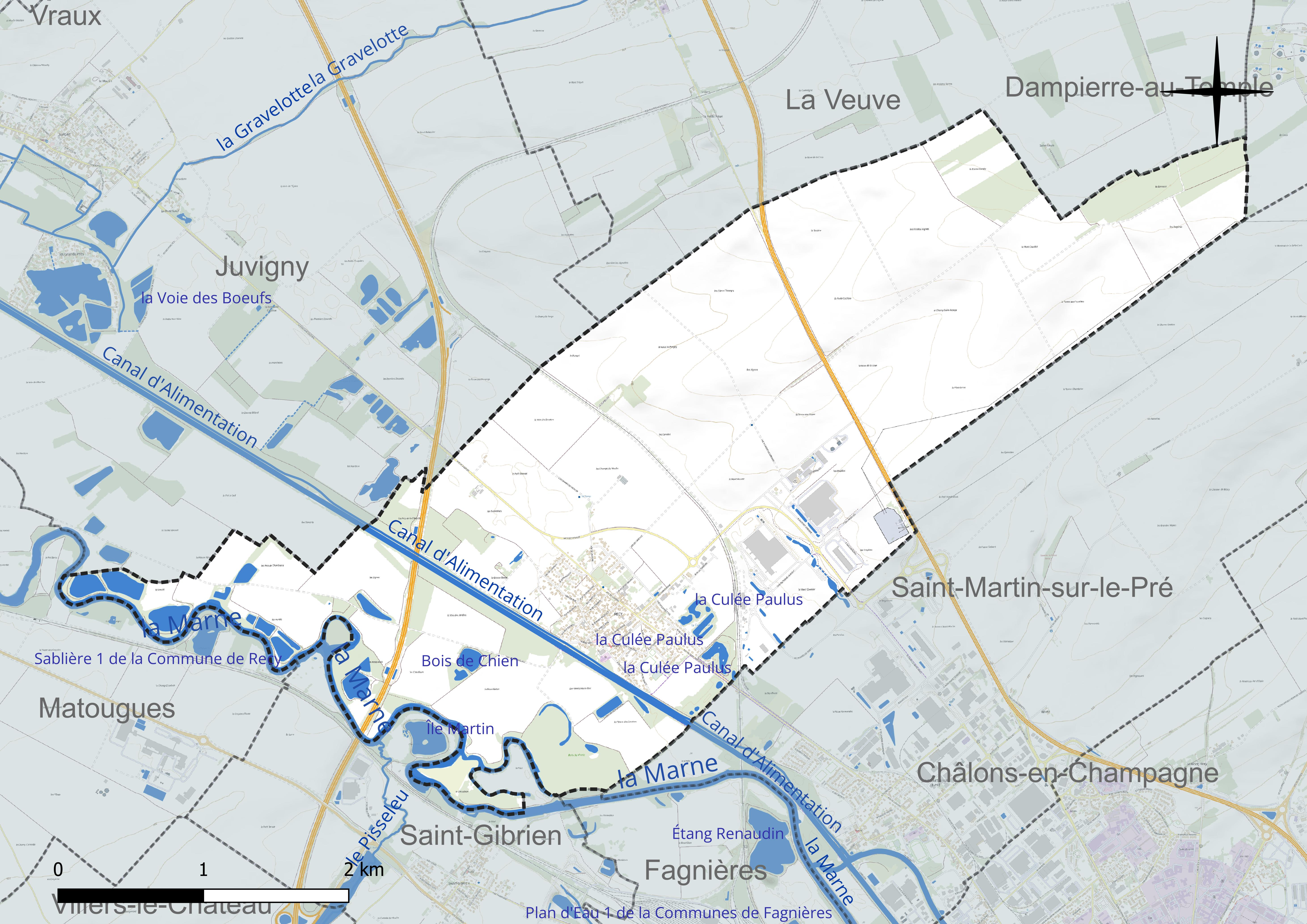
Réseau hydrographique de Recy.

Trois plans d'eau complètent le réseau hydrographique : la Culée Paulus (1,7 ha), la sablière 1 de la commune de Recy (2 ha) et le Bois de Chien (2,3 ha),.

### Climat
Pour des articles plus généraux, voir Climat du Grand Est et Climat de la Marne.
En 2010, le climat de la commune est de type climat océanique dégradé des plaines du Centre et du Nord, selon une étude du Centre national de la recherche scientifique s'appuyant sur une série de données couvrant la période 1971-2000. En 2020, Météo-France publie une typologie des climats de la France métropolitaine dans laquelle la commune est exposée à un climat océanique altéré et est dans la région climatique  Nord-est du bassin Parisien, caractérisée par un ensoleillement médiocre, une pluviométrie moyenne régulièrement répartie au cours de l’année et un hiver froid (3 °C). 
Pour la période 1971-2000, la température annuelle moyenne est de 10,5 °C, avec une amplitude thermique annuelle de 16,2 °C. Le cumul annuel moyen de précipitations est de 679 mm, avec 11 jours de précipitations en janvier et 8,3 jours en juillet. Pour la période 1991-2020, la température moyenne annuelle observée sur la station météorologique de Météo-France la plus proche, « Fagnières-Inra », sur la commune de Fagnières à 3 km à vol d'oiseau, est de 11,2 °C et le cumul annuel moyen de précipitations est de 632,3 mm. 
La température maximale relevée sur cette station est de 41,8 °C, atteinte le 25 juillet 2019 ; la température minimale est de −21 °C, atteinte le 6 janvier 1985,,. 
Les paramètres climatiques de la commune ont été estimés pour le milieu du siècle (2041-2070) selon différents scénarios d'émission de gaz à effet de serre à partir des nouvelles projections climatiques de référence DRIAS-2020. Ils sont consultables sur un site dédié publié par Météo-France en novembre 2022.

## Urbanisme

### Typologie
Au 1er janvier 2024, Recy est catégorisée bourg rural, selon la nouvelle grille communale de densité à sept niveaux définie par l'Insee en 2022.
Elle est située hors unité urbaine. Par ailleurs la commune fait partie de l'aire d'attraction de Châlons-en-Champagne, dont elle est une commune de la couronne,. Cette aire, qui regroupe 97 communes, est catégorisée dans les aires de 50 000 à moins de 200 000 habitants,.

### Occupation des sols
L'occupation des sols de la commune, telle qu'elle ressort de la base de données européenne d’occupation biophysique des sols Corine Land Cover (CLC), est marquée par l'importance des territoires agricoles (82,3 % en 2018), en diminution par rapport à 1990 (84,9 %). La répartition détaillée en 2018 est la suivante : 
terres arables (73,1 %), zones agricoles hétérogènes (9,3 %), zones industrielles ou commerciales et réseaux de communication (4,4 %), milieux à végétation arbustive et/ou herbacée (4,4 %), zones urbanisées (4,2 %), forêts (2,4 %), eaux continentales (2,3 %). L'évolution de l’occupation des sols de la commune et de ses infrastructures peut être observée sur les différentes représentations cartographiques du territoire : la carte de Cassini (XVIIIe siècle), la carte d'état-major (1820-1866) et les cartes ou photos aériennes de l'IGN pour la période actuelle (1950 à aujourd'hui).

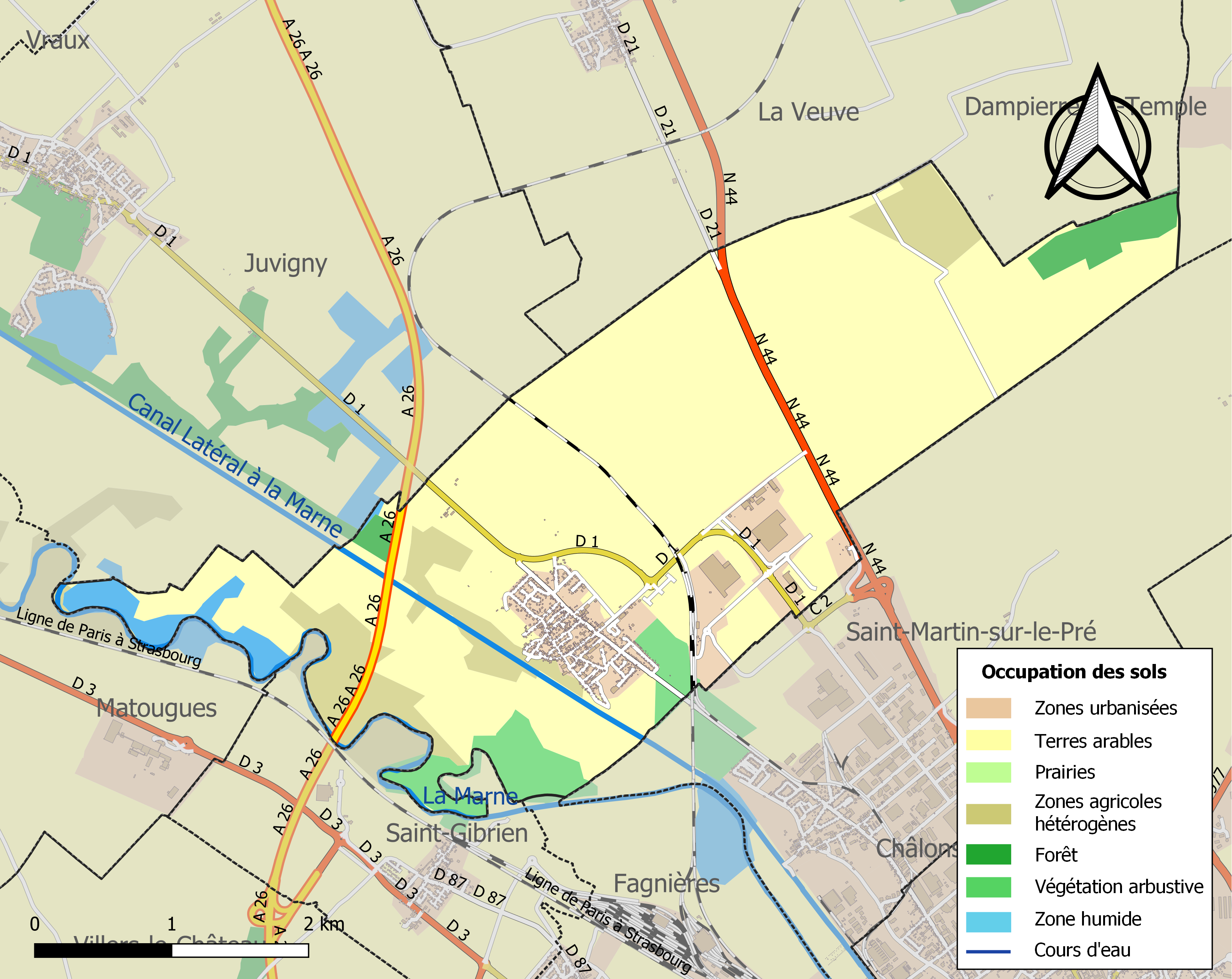
Carte des infrastructures et de l'occupation des sols de la commune en 2018 (CLC).

## Toponymie
Le nom de la localité est attesté sous les formes « Finis Reciacensis » (868) ; « Vicus Receius super fluvium Maternam situs » (IXe siècle) ; Villa Receia (1043) ; Recium, Recheium, Reici (1132) ; Receium (1134) ; Reisci (1161) ; Receiacum (1206) ; Recí (vers 1222) ; Reciacum (vers 1252) ; Recei (1308) ; Ricy (1342) ; Recey (1383) ; Recey lez ledit Chaalons (1483) ; Recy-sur-Marne (1679).

L'appellatif Recy s'est développé aux côtés d'anciens noms dérivés tels Ressy, Arcy (« Lieu brûlé »).

## Histoire
Des fouilles d'archéologie préventive réalisées par l'INRP en 2013 et 2014 ont mis au jour le plus important site mésolithique d'Europe. 280 cavités mésolithiques et 180 du néolithique devaient faire l'objet d'une parution de Nathalie Achard-Cormopt en fin d'année 2016.
Recy dépendait de l'ancienne province de Champagne.
La famille l'Hoste était seigneur de Recy, ils avaient une pierre tombale noire et gravée en l'église du village en 1563.

## Politique et administration

### Liste des maires
| Période                                  | Période                      | Identité       | Étiquette | Qualité                         |
| ---------------------------------------- | ---------------------------- | -------------- | --------- | ------------------------------- |
| Les données manquantes sont à compléter. |                              |                |           |                                 |
| avant 1876                               | après 1877                   | Barré          |           |                                 |
| 1929                                     | ?                            | J. Rigollet    |           |                                 |
| 1953                                     | 1977                         | Fernand VITRY  |           |                                 |
| 1974                                     |                              | Marcel Jesson  |           |                                 |
| Les données manquantes sont à compléter. |                              |                |           |                                 |
| 1981                                     | 1995                         | Pierre Arnould |           |                                 |
| 1995                                     | En cours (au 4 juillet 2014) | Michel Valter  |           | Réélu pour le mandat 2014-2020, |

## Démographie
L'évolution du nombre d'habitants est connue à travers les recensements de la population effectués dans la commune depuis 1793. Pour les communes de moins de 10 000 habitants, une enquête de recensement portant sur toute la population est réalisée tous les cinq ans, les populations de référence des années intermédiaires étant quant à elles estimées par interpolation ou extrapolation. Pour la commune, le premier recensement exhaustif entrant dans le cadre du nouveau dispositif a été réalisé en 2007.

En 2022, la commune comptait 1 077 habitants, en évolution de +3,96 % par rapport à 2016 (Marne : −1,19 %, France hors Mayotte : +2,11 %).
| 1793 | 1800 | 1806 | 1821 | 1831 | 1836 | 1841 | 1846 | 1851 |
| ---- | ---- | ---- | ---- | ---- | ---- | ---- | ---- | ---- |
| 418  | 431  | 447  | 385  | 412  | 393  | 412  | 382  | 409  |

| 1856 | 1861 | 1866 | 1872 | 1876 | 1881 | 1886 | 1891 | 1896 |
| ---- | ---- | ---- | ---- | ---- | ---- | ---- | ---- | ---- |
| 386  | 365  | 369  | 383  | 368  | 355  | 366  | 345  | 340  |

| 1901 | 1906 | 1911 | 1921 | 1926 | 1931 | 1936 | 1946 | 1954 |
| ---- | ---- | ---- | ---- | ---- | ---- | ---- | ---- | ---- |
| 339  | 352  | 356  | 354  | 361  | 310  | 327  | 372  | 394  |

| 1962 | 1968 | 1975 | 1982 | 1990 | 1999 | 2006 | 2007  | 2012  |
| ---- | ---- | ---- | ---- | ---- | ---- | ---- | ----- | ----- |
| 436  | 480  | 527  | 763  | 971  | 907  | 997  | 1 010 | 1 043 |

| 2017  | 2022  | - | - | - | - | - | - | - |
| ----- | ----- | - | - | - | - | - | - | - |
| 1 031 | 1 077 | - | - | - | - | - | - | - |

## Lieux et monuments
Le village dispose d'une mairie, d'une église, placée sous de vocable de Notre-Dame-de-l'Assomption, d'une école, d'un monument aux morts.